# ギ酸ナトリウム
ギ酸ナトリウム（Sodium formate）はギ酸のナトリウム塩で、吸湿性のある白色粉末である。

## 利用
ギ酸ナトリウムは繊維の染色や印刷の過程で用いられる。また鉱酸の保存用のバッファとしても使われる。

## 合成
ギ酸ナトリウムは実験室的には、ギ酸を炭酸ナトリウムで中和することにより得られる。またクロロホルムと水酸化ナトリウムを反応させたり、
{\displaystyle {\ce {CHCl3\ + 4NaOH -> HCOONa\ + 3NaCl\ + 2H2O}}}
水酸化ナトリウムと抱水クロラールを反応させることによっても得られる。クロロホルムの溶解度が低く、分別結晶化させやすいため、後者の方法の方が多く用いられる。
{\displaystyle {\ce {C2HCl3(OH)2\ + NaOH -> CHCl3\ + HCOONa\ + H2O}}}
工業的には、160℃の加圧下で水酸化ナトリウムに一酸化炭素を吸収させて作られる。
{\displaystyle {\ce {CO\ + NaOH -> HCOONa}}}